# Equilíbrio (equação diferencial)
Na teoria das equações diferenciais o ponto {\displaystyle {\tilde {\mathbf {x} }}\in \mathbb {R} ^{n}} é um ponto de equilíbrio para a equação diferencial se: 
{\displaystyle {\frac {d\mathbf {x} }{dt}}=\mathbf {f} (t,\mathbf {x} )}
se {\displaystyle \mathbf {f} (t,{\tilde {\mathbf {x} }})=0} para todo {\displaystyle t\,\!}.
Analogamente, na teoria dos sistema dinâmicos um ponto {\displaystyle {\bar {x}}} é dito de equilíbrio se uma vez que o sistema se encontrar em tal ponto, nele permanecerá. Ou seja:
{\displaystyle \mathbf {x} (0)=\mathbf {\bar {x}} ;\mathbf {x} (t)=\mathbf {\bar {x}} ;\forall t\geq 0}
Essa definição é valida seja no caso continuo, seja no caso discreto.